# Эш-Шаркия (Оман)
Это статья о регионе в Омане. О регионе в Саудовской Аравии см. Эш-Шаркия; о регионе в Египте см. Шаркия
Эш-Шарки́я (Восточный; араб. المنطقة الشرقية‎) — регион (минтака) в Султанате Оман.
- Административный центр — Сур.
- Площадь — 36 800 км², население — 350 514 человек (2010 год).

В 2011 году в ходе административно-территориальной реформы регион разделился на две мухафазы: Северная Эш-Шаркия и Южная Эш-Шаркия (территории уточняются).

## География
Расположен в северо-восточной части страны, на побережье Оманского залива и Аравийского моря.
На севере граничит с мухафазой Маскат, на западе с регионом Эд-Дахилия, на юге с регионом Эль-Вуста.
В 20 км от побережья находится остров Масира.

## Туризм
Одной из основных достопримечательностей региона является морское побережье, наиболее привлекательное для туристов в районе от мыса Рас-эль-Хадд до мыса Рас-эль-Гайма (42 км). Здесь ежегодно около 13 000 зелёных черепах откладывают свои яйца. Природа в этом районе находится под патронажем Министерства Омана по региональным муниципалитетам, окружающей среде и водным ресурсам.

## Административное деление
Регион Эш-Шаркия делится на 11 вилайетов с центрами в городах:
- Сур
- Ибра
- Мудайби
- Эль-Камиль-валь-Вафи
- Джалан-Бани-Бу-Хасан
- Джалан-Бани-Бу-Али
- Вади Бани-Халид
- Дима-ват-Таийин
- Бидия
- Эль-Кабиль
- Масира